# Detinec
Detinec je bil osrednji in najstarejši del starodavnih ruskih mest. Detinec je bilo tudi eno od imen notranje mestne trdnjave (citadele), na primer Novgorodskega detinca in Kijevskega detinca. Izraz detinec je po vsebini blizu izraza kremelj. Ob detincu je bilo lahko zgrajeno utrjeno obrobno mesto ali neutrjena naselbina. 
V kronikah se izraz detinec pojavlja od leta 1097. V rabi je bil do 14. stoletja, ko ga je  v severovzhodni Rusiji nadomestil izraz kremelj (kremnik). Slednjega se prvič najde v kronikah za leto 1317 v zgodbi o gradnji Tverskega kremlja. V Zahodni Rusiji, ki je bila pod litovsko in poljsko oblastjo, se je namesto detinec začel uporabljati izraz grad. Od preloma 13. v 14. stoletja se izraz detinec uporablja samo v virih novgorodsko-pskovskega izvora. Od takrat se lahko besedo detinec šteje za besedo novgorodskega narečja.

## Opis
Detinec je bil praviloma zgrajen na prevladujoči točki pokrajine. Sprva je imel leseno in kasneje zidano obzidje in ena ali več vrat. Bil je najpomembnejša zgradba  staroveškega ruskega mesta in  pod stalnim nadzorom knežjih oblasti. Služil je kot glavna obramba  prebivalcev naselij pred napadalci, ki jo je bilo težko zavzeti s silo.
V detincu so živeli knezi, bojarji in duhovščina. V njem so bile palače, stolnice in druge cerkve, vendar ni mogoče trditi, da je bil naseljen izključno z družbeno elito. V njem so živeli tudi manj premožni sloji prebivalstva, med njimi obrtniki in uslužbenci fevdalcev. Med arheološkimi izkopavanji detincev so bili pogosto odkriti sledovi razvite obrti.
V detincu so bile tudi ulice in trgovine, zato je bil v zavesti ljudi tistega časa enakovreden  samemu mestu. Ko so kronike poročale o ustanovitvi novega mesta, se je to praviloma zgodilo okoli detinca. Gradnja takšnih utrdb je prispevala k koncentraciji prebivalstva okoli njih. Sčasoma so se detinci lahko povečali ali izboljšali svoj obrambni sistem. 
V času Kijevske Rusije je bil največji kijevski detinec, imenovan Vladimirjevo mesto, s površino 10 hektarjev.

## Vira
- Толочко П. П. Древнерусский феодальный город. К., 1989.
- Детинец[mrtva povezava]. september 2018.